# Kamahariya
Kamahariya – gaun wikas samiti w zachodniej części Nepalu w strefie Lumbini w dystrykcie Rupandehi. Według nepalskiego spisu powszechnego z 2001 roku liczył on 2332 gospodarstw domowych i 15661 mieszkańców (7666 kobiet i 7995 mężczyzn).